# Islote Puntudo
Islote Puntudo är en ö i Argentina.   Den ligger i provinsen Santa Cruz, i den södra delen av landet, 1 600 km söder om huvudstaden Buenos Aires.
Terrängen på Islote Puntudo är varierad. Öns högsta punkt är 2 meter över havet.